# Castillo Dinas Brân
El castillo Dinas Brân es un castillo medieval que ocupa un sitio prominente en la cima de una colina sobre la ciudad de Llangollen en Denbighshire, Gales. El castillo actualmente visible probablemente fue construido en la década de 1260 por Gruffydd Maelor II, un príncipe de Powys Fadog, en el sitio de varias estructuras anteriores, incluido un castro de la Edad del Hierro.
Dinas Brân se ha traducido de diversas formas como la "fortaleza del cuervo" o "fortaleza de Brân", siendo Brân el nombre de un individuo o de un arroyo cercano. También se ha utilizado un nombre en inglés, "Crow Castle", desde al menos el siglo XVIII.

## Nombre

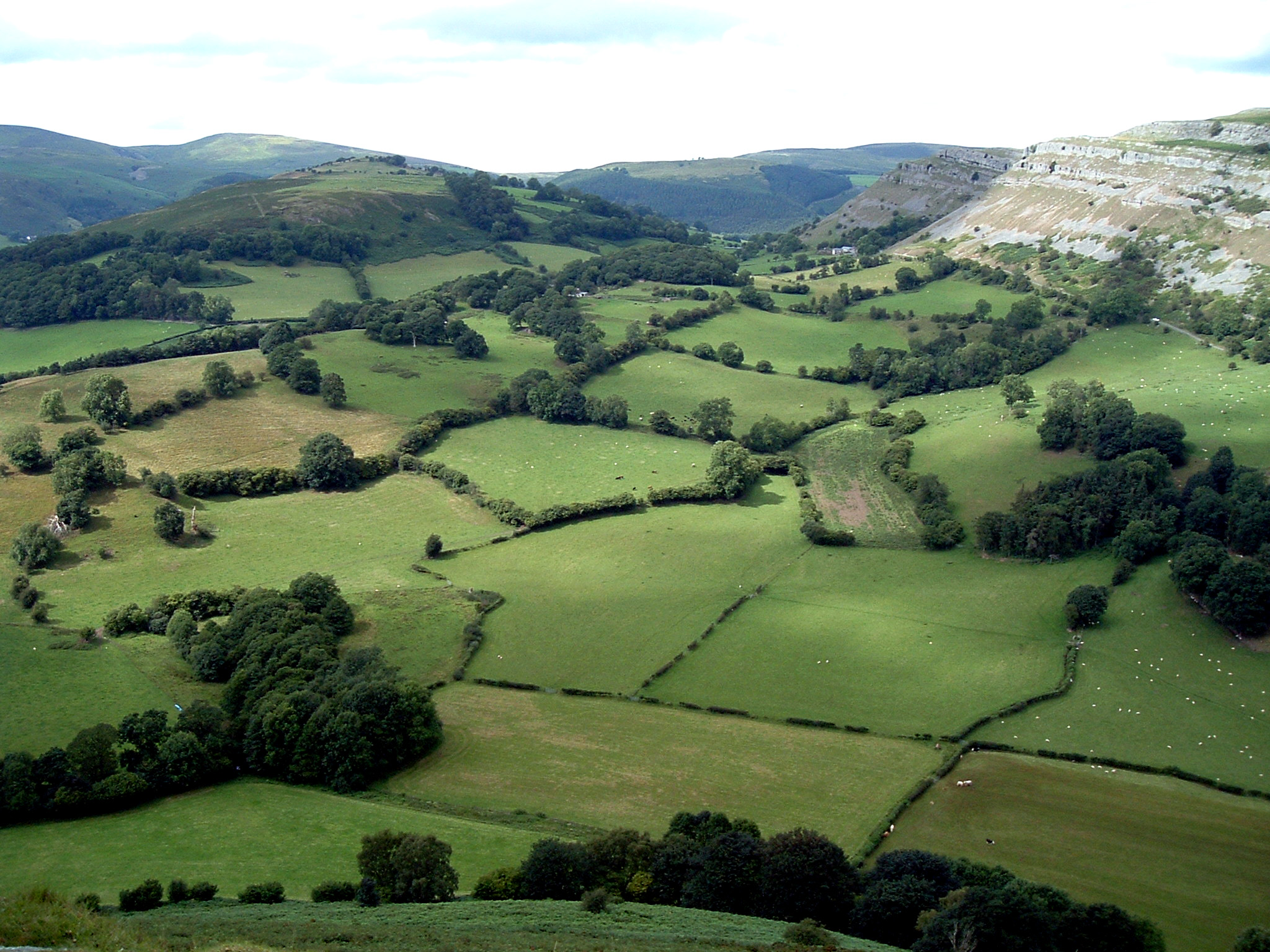
Mirando hacia el oeste desde Dinas Brân hacia Eglwyseg.

El nombre Dinas Brân se ha debatido desde al menos el siglo XVII. En los tiempos modernos, a veces se traduce incorrectamente como la Ciudad de los Cuervos: la palabra dinas, "ciudad" en galés moderno, en galés medio significa un recinto defendido, mientras que brân es el galés para "cuervo", singular, (plural: brain), sugiriendo un significado "la fortaleza del cuervo".
Una teoría alternativa es que Brân es un nombre personal. Humphrey Llwyd y William Camden sugirieron que provenía de un cacique galo, "Brennus". Hay una leyenda que dice que Brân era un príncipe de Cornualles, hijo del duque de Cornualles, mientras que otra sugiere que Brân podría llevar el nombre del rey Brân Fendigaid (el Bendito), también llamado Bendigeidfran, un dios celta que aparece tanto en galés como en irlandés. mitología. Camden también sugirió que el nombre se derivó simplemente de la palabra bryn, "colina".
Otra sugerencia es que Brân simplemente se refiere a un arroyo de montaña del mismo nombre que se originó en Eglwyseg Rocks y corría al pie norte de la colina, una sugerencia hecha por Thomas Pennant, entre otros. El erudito del siglo XVII Edward Lhuyd, en Adversaria, confirmó que, según su conocimiento, el nombre Brân provenía de "el arroyo de este nombre junto a Lhangollen". Al igual que con varios otros arroyos en Gales, la palabra Brân se aplicó al arroyo aparentemente debido al color negro de su agua.
El castillo es conocido en inglés como "Crow Castle". Esta forma del nombre se ha utilizado desde al menos el siglo XVIII, y se registró en la edición de Gough de Britannia de William Camden. A mediados del siglo XIX, esta era la forma del nombre que se decía que usaban la mayoría de los habitantes de Llangollen, donde había una posada del mismo nombre.

## Historia

### Edad de Hierro
Durante la Edad del Hierro británica, alrededor del año 600 a. C., la tribu celta de los ordovicos construyó un gran castro en la cima de lo que se convertiría en Dinas Brân. Una obra de tierra, probablemente con una empalizada de madera, rodeaba varias casas circulares, y se abría una zanja profunda adicional para defender las laderas menos pronunciadas en el lado sur de la colina. Este fue uno de los muchos bastiones pertenecientes a los ordovicos en esta parte del norte de Gales. En el oeste están Craig Rhiwarth en la cordillera Berwyn y Dinas Emrys cerca de Beddgelert en Gwynedd. En el este se encuentran el propio castillo Dinas Brân, Caer Drewyn, Caer Euni y Moel y Gaer cerca del Paso de la Herradura. Los habitantes del castro de Old Oswestry eran de las tribus de los ordovicos o de los cornovios y los castros de la Edad del Hierro en la cordillera Clwydian al norte (incluidos Foel Fenlli y Moel Arthur) estaban ocupados por los vecinos deceanglos. Los ordovicos también fueron vecinos al noroeste por los gangani, al este por los cornovios, al sur por los siluros y al suroeste por los démetas.
En 1879, el pionero geólogo inglés Charles Lapworth nombró el período geológico Ordovícico en honor a los ordovicos, ya que las formaciones rocosas que había estudiado estaban ubicadas en el antiguo dominio galés del norte de la tribu.

### Era posromana
Se cree que la estructura más antigua que podría haberse construido en Dinas Brân pertenecía a Elisedd ap Gwylog durante el siglo VIII. Elisedd, que fue un gobernante británico romano durante el asentamiento anglosajón de Gran Bretaña, recibe su nombre del pilar de Eliseg y es considerado uno de los fundadores del Reino de Powys; sin embargo, no se ha encontrado evidencia arqueológica de ninguna estructura de este período.

### Período medieval tardío

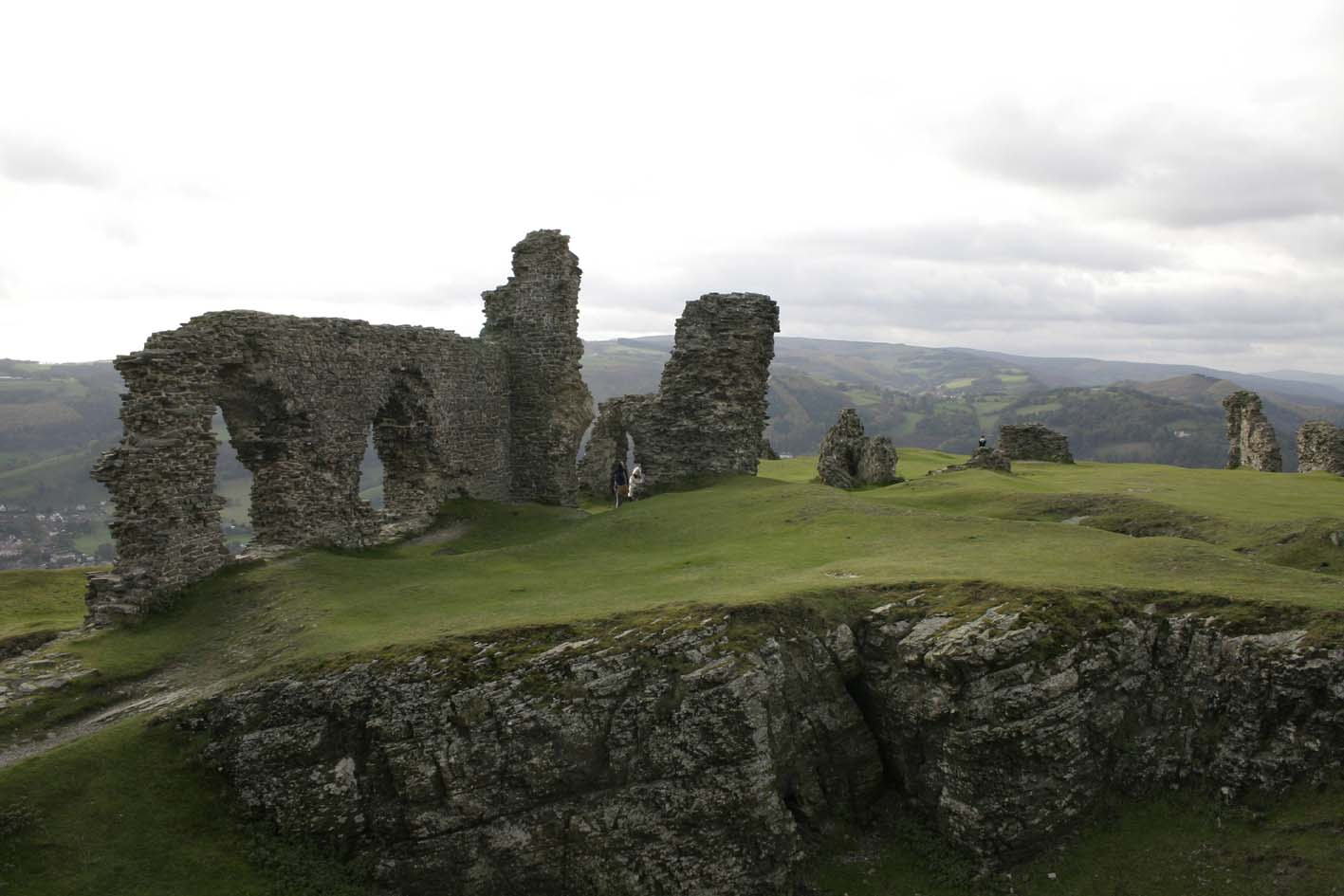
El patio interior de Dinas Brân

Dinas Brân pudo haber sido una fortificación en el Reino de Powys. Cuando su último príncipe, Gruffydd Maelor, murió en 1191, su reino se dividió en Powys Fadog en el norte y Powys Wenwynwyn en el sur. Su hijo, Madog ap Gruffydd Maelor, el señor de Powys Fadog, que fundó la abadía de Valle Crucis en Llantysilio en 1201, podría haber gobernado desde Dinas Brân.
Tras la destrucción del castillo de madera, Gruffydd II ap Madog, señor de Dinas Bran, hijo de Madog ap Gruffydd Maelor, reconstruyó Dinas Brân en piedra en algún momento de la década de 1260. En ese momento, Gruffydd II ap Madog era un aliado del príncipe Llywelyn ap Gruffudd, príncipe de Gales, y Powys actuaba como un estado colchón entre el corazón de Llywelyn, Gwynedd, e Inglaterra. Dinas Brân fue uno de varios castillos que se construyeron tras la firma del Tratado de Montgomery que había asegurado Gales para Llywelyn, libre de la interferencia inglesa. El castillo de Dolforwyn, cerca de Newtown, que Llywelyn ordenó construir por la misma época, tiene algunas similitudes con Dinas Brân y puede haber sido obra del mismo maestro albañil. Cuando Gruffudd murió en 1269 o 1270, el castillo fue heredado por sus cuatro hijos. Madoc, el hijo mayor, era mayor, pero cada uno de los hijos pudo haber tenido apartamentos en Dinas Brân.
La paz entre Llywelyn y Eduardo I no duró mucho. En 1277 Eduardo lanzó la conquista del norte de Gales desde Chester. Dos de los hijos de Gruffudd, Llywelyn y Madoc, rápidamente hicieron las paces con Eduardo. Sin embargo, sus documentos de rendición establecen la necesidad de recuperar Dinas Brân, lo que demuestra que la fortificación no estaba bajo el control de Madoc. Henry de Lacy, conde de Lincoln, fue enviado con fuerzas desde Oswestry para capturar Dinas Brân. Tan pronto como llegó, le dijeron que los defensores del castillo, probablemente los hermanos menores Owain y Gruffudd, que todavía eran aliados de Llywelyn, habían abandonado el castillo y lo habían incendiado. El motivo de esta acción no está claro, pero puede ser que no confiaban en poder defender el castillo, por lo que no querían dejarlo intacto ante los ingleses o su hermano mayor. A pesar del incendio, el castillo no sufrió graves daños. El conde de Lincoln le recomendó a Eduardo que reparara y guarneciera el castillo. El castillo estuvo ocupado por los ingleses hasta al menos el tratado de Aberconwy, cuando Llywelyn pidió la paz y ordenó que se realizaran algunas reparaciones.

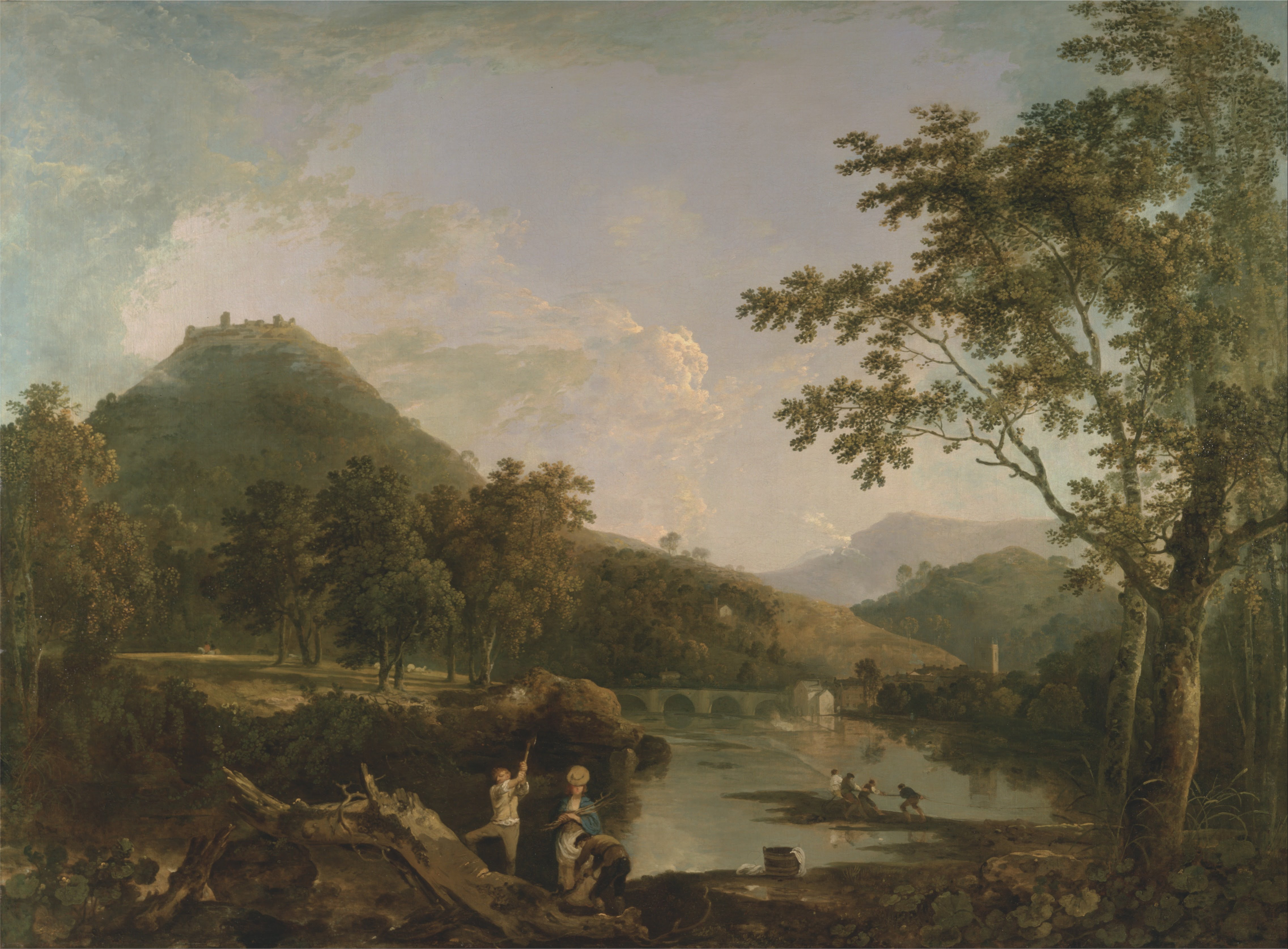
Richard Wilson, Dinas Brân desde Llangollen

Cuando se reinició la guerra en 1282, la historia del castillo no está registrada. Es posible que los galeses lo recuperaran como muchos otros castillos en los primeros meses de la guerra, pero finalmente cayó en manos de los ingleses. Después de la muerte de Madoc, los tres hermanos supervivientes lucharon por Llywelyn. Tras el final de la guerra en octubre de 1282 y la muerte de Llywelyn, la mayor parte de Powys Fadog, incluido el castillo, se concedió a John de Warenne, conde de Surrey. En lugar de reconstruir Dinas Brân, De Warenne elige construir un nuevo castillo junto al río Dee en Holt, en la frontera entre los condados de Flintshire y Cheshire. Dinas Brân se dejó caer en la ruina.

### Historia posterior
Dinas Brân también ha sido fuente de inspiración para artistas de siglos más recientes, como J.M.W. Turner y Richard Wilson, quienes se esforzaron por plasmar el castillo y su entorno a través de sus pinturas.

## Diseño

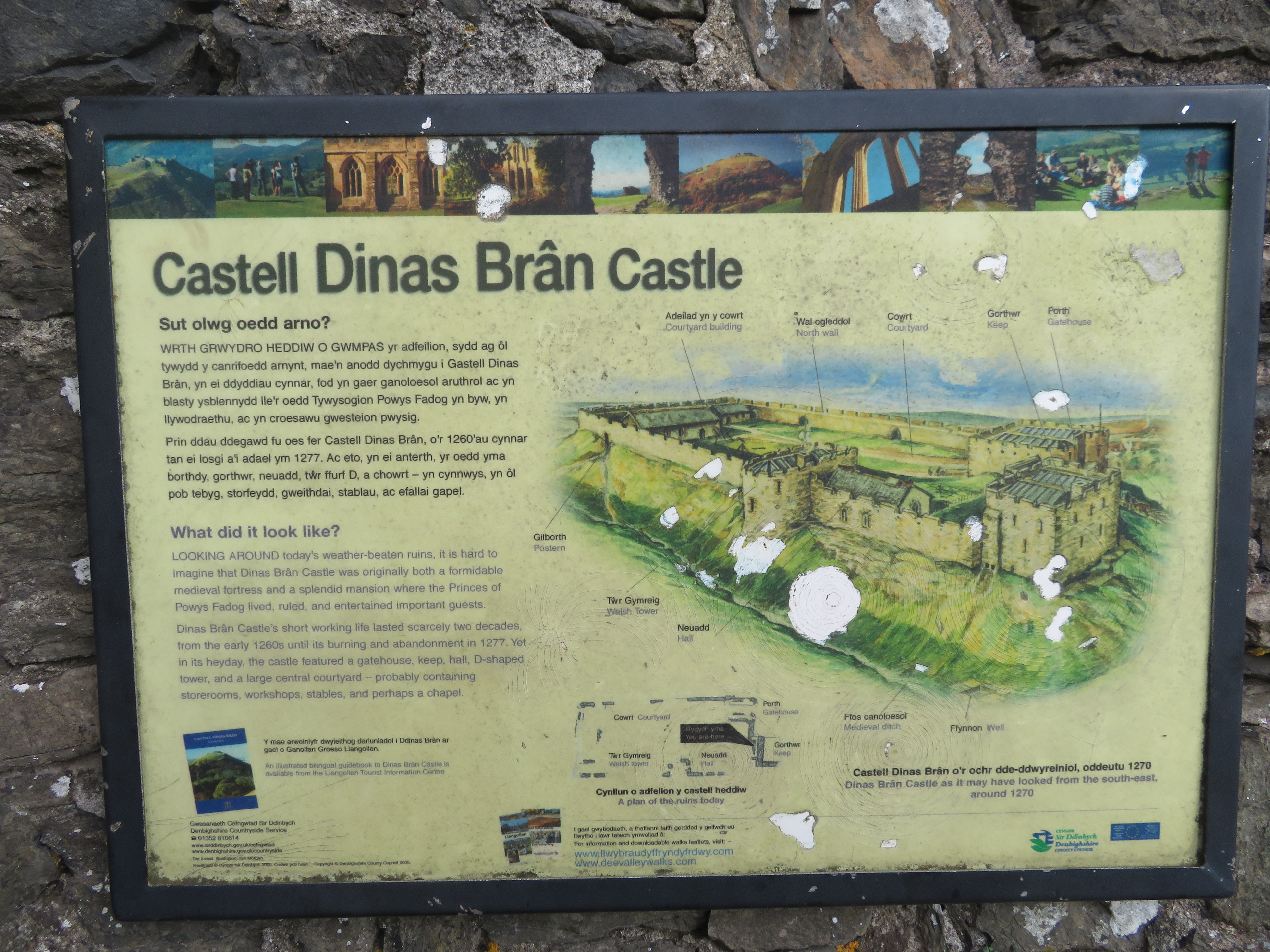
Reconstrucción del castillo de acuerdo a un letrero informativo en el sitio

Dinas Brân tiene muros defensivos rectangulares de piedra con los lados más largos en dirección este-oeste. El muro norte está defendido con la empinada pendiente natural que cae abruptamente hacia abajo durante varios cientos de pies. Las paredes en las pendientes más suaves en los lados sur y este se fortalecen con una zanja excavada en roca de 20 pies (6,1 m) de profundidad y un banco de contraescarpa.
El Gran Salón está ubicado en el lado sur del castillo, donde aún se encuentran algunos de los restos más visibles. Esta era una gran sala utilizada para cenar y recibir visitas. Sus ventanas mucho más grandes todavía miran hacia el sur a través del valle y una entrada arqueada conduce desde el extremo oeste de la habitación a lo que alguna vez fueron las cocinas en el sótano de la torre absidal adyacente (en forma de 'D'). Esta torre, llamada Torre Galesa, es un elemento típico de los castillos galeses de la época. Habría sobresalido del muro del castillo hacia la zanja defensiva y proporcionado a los arqueros una vista clara de cualquier atacante que intentara acercarse al muro sur. La torre tenía quizás tres pisos con viviendas en los pisos superiores. En la esquina suroeste había una puerta poterna. Esta era una salida adicional del castillo, diseñada para usarse en tiempos de asedio para permitir que la guarnición "saliera" y atacara a sus sitiadores. Quedan fragmentos del arco así como la ranura para el tirador de la puerta.
Originalmente, en el área cerrada del castillo habría establos, talleres, edificios de almacenamiento y quizás una capilla, pero como estos fueron construidos de madera, no queda nada sobre el nivel del suelo.
En el siglo XIX había una tradición local, registrada por Walter Hawken Tregellas, que en Tower Farm, aproximadamente a una milla del castillo, anteriormente había estado una torre que era parte de las defensas del castillo.

## Leyendas y literatura

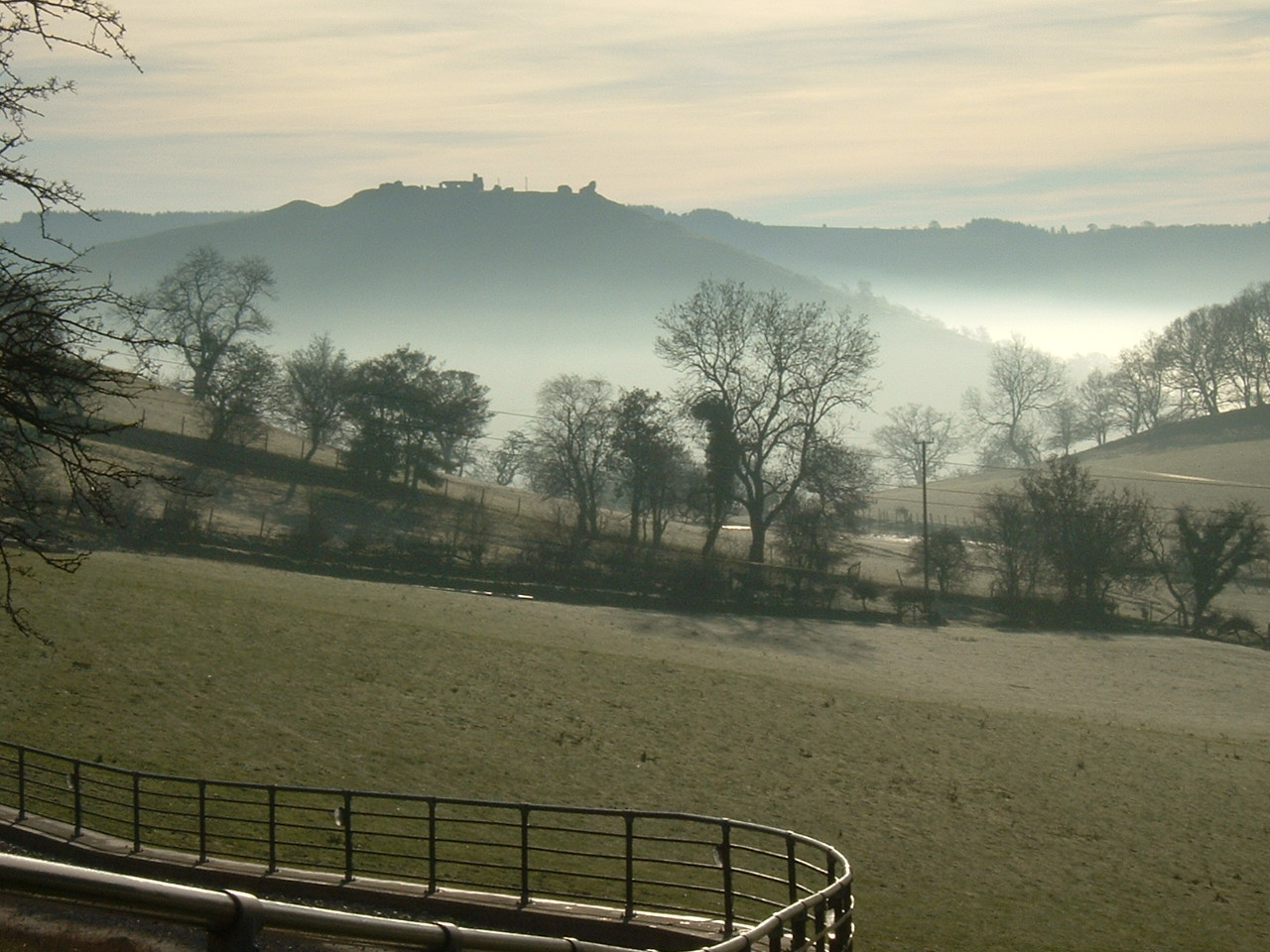
Dinas Brân visto desde el noroeste

Si bien el registro histórico de Dinas Brân es escaso, hay muchos mitos y leyendas asociados con el sitio.
La popular canción galesa 'Myfanwy' fue compuesta por Joseph Parry y publicada por primera vez en 1875. Parry escribió la música con la letra escrita por Richard Davies ('Mynyddog'; 1833-1877). La letra probablemente se inspiró en la historia de amor del siglo XIV entre Myfanwy Fychan del castillo Dinas Brân y el poeta Hywel ab Einion. Esa historia también fue el tema del poema popular, 'Myfanwy Fychan' (1858), de John Ceiriog Hughes (1832–87) y del poema de Felicia Hemans 'Howel's Song', con música de John Parry en su 'Welsh Melodies' (1822).
La primera aparición literaria del castillo se encuentra en un documento histórico del siglo XII titulado "Fouke le Fitz Waryn" o "El romance de Fulk Fitzwarine". En este cuento, se hace referencia al castillo, llamado "Chastiel Bran", como una ruina durante los primeros años de la conquista normanda. La historia continúa hablando de un arrogante caballero normando, Payn Peveril, que escucha que nadie ha tenido el coraje suficiente para pasar la noche dentro de las ruinas del castillo, por temor a los malos espíritus. Payn y 15 caballeros deciden quedarse a pasar la noche. Se desata una tormenta y aparece un gigante malvado que empuña una maza llamado Gogmagog. Payn defiende a sus hombres de los ataques del gigante con su escudo y su cruz, luego apuñala a Gogmagog con su espada. Mientras el gigante se está muriendo, cuenta la valentía anterior del rey Brân, que había construido el castillo para tratar de derrotar al gigante. A pesar de los intentos del Rey Brân contra Gogmagog, el Rey se vio obligado a huir y desde entonces el gigante había aterrorizado a toda la tierra alrededor durante muchos años. El gigante también habla de un gran tesoro de ídolos enterrados en Dinas Brân que incluye cisnes, pavos reales, caballos y un enorme buey dorado, pero muere sin revelar su ubicación.

## Preservación
El castillo es un monumento antiguo programado y mantenido por el consejo de Denbighshire con la ayuda de Cadw. Está abierto todo el año para los visitantes.